# س. تي سينغلتون جونيور
س. تي سينغلتون جونيور (بالإنجليزية: C. T. Singleton, Jr.)‏ هو ضابط أمريكي، ولد في 3 يوليو 1905 في لاوريل في الولايات المتحدة، وتوفي في 21 ديسمبر 1977 في Fort Ord ‏ في الولايات المتحدة.